# Loge Présidentielle
 (juin 2024).
La mise en forme du texte ne suit pas les recommandations de Wikipédia : il faut le « wikifier ».
Les points d'amélioration suivants sont les cas les plus fréquents. Le détail des points à revoir est peut-être précisé sur la page de discussion.
- Les titres sont pré-formatés par le logiciel. Ils ne sont ni en capitales, ni en gras.
- Le texte ne doit pas être écrit en capitales (les noms de famille non plus), ni en gras, ni en italique, ni en « petit »…
- Le gras n'est utilisé que pour surligner le titre de l'article dans l'introduction, une seule fois.
- L'italique est rarement utilisé : mots en langue étrangère, titres d'œuvres, noms de bateaux, etc.
- Les citations ne sont pas en italique mais en corps de texte normal. Elles sont entourées par des guillemets français : « et ».
- Les listes à puces sont à éviter, des paragraphes rédigés étant largement préférés. Les tableaux sont à réserver à la présentation de données structurées (résultats, etc.).
- Les appels de note de bas de page (petits chiffres en exposant, introduits par l'outil «  Source ») sont à placer entre la fin de phrase et le point final[comme ça].
- Les liens internes (vers d'autres articles de Wikipédia) sont à choisir avec parcimonie. Créez des liens vers des articles approfondissant le sujet. Les termes génériques sans rapport avec le sujet sont à éviter, ainsi que les répétitions de liens vers un même terme.
- Les liens externes sont à placer uniquement dans une section « Liens externes », à la fin de l'article. Ces liens sont à choisir avec parcimonie suivant les règles définies. Si un lien sert de source à l'article, son insertion dans le texte est à faire par les notes de bas de page.
- La présentation des références doit suivre les conventions bibliographiques. Il est recommandé d'utiliser les modèles {{Ouvrage}}, {{Chapitre}}, {{Article}}, {{Lien web}} et/ou {{Bibliographie}}. Le mode d'édition visuel peut mettre en forme automatiquement les références.
- Insérer une infobox (cadre d'informations à droite) n'est pas obligatoire pour parachever la mise en page.

Pour une aide détaillée, merci de consulter Aide:Wikification.
Si vous pensez que ces points ont été résolus, vous pouvez retirer ce bandeau et améliorer la mise en forme d'un autre article.
 (juin 2024).
[source insuffisante]
 (juin 2024).
La loge présidentielle, également appelée State House Marina, cette bâtisse publique joue le rôle d’ancien palais présidentiel pour le président du Nigeria. Elle est située dans la marina de Lagos, au Nigeria

## Histoire
Il a est construit à l’époque coloniale britannique en 1896[réf. nécessaire]. Le lodge est occupé pour la première fois par Lord Lugard comme résidence officielle et bureau du gouverneur du Nigeria en 1914[réf. nécessaire]. À l'époque, elle est connue sous le nom de Government House. Depuis, il a hébergé plusieurs présidents et chefs d’État militaires[réf. nécessaire].
Après le déménagement du gouvernement fédéral à Abuja en 1991, le palais a perdu sa fonction et est devenu le nouveau siège du président dénommé Aso Villa.

### Transfert vers l’État de Lagos
L'ancienne résidence a été remise au gouvernement de l'État de Lagos en 2017,,.

## Voir également
- Iga Idunganran, résidence de l'Oba de Lagos
- Maison du gouverneur de l'État de Lagos